# 475080 Jarry
475080 Jarry è un asteroide della fascia principale. Scoperto nel 2005, presenta un'orbita caratterizzata da un semiasse maggiore pari a 2,3869662 au e da un'eccentricità di 0,2205409, inclinata di 2,15203° rispetto all'eclittica.
È dedicato al drammaturgo francese Alfred Jarry.